# Ратушна Світлана Миколаївна
Світлана Миколаївна Ратушна (нар. 3 березня 1960) — українська радянська діячка, вимірювач Київського виробничого об'єднання «Комуніст». Депутат Верховної Ради СРСР 11-го скликання.

## Біографія
Освіта середня спеціальна. Член ВЛКСМ.
З 1977 року — вимірювач Київського виробничого об'єднання «Комуніст» міста Києва.
Потім — на пенсії в місті Києві.